# Magic Time (álbum de Van Morrison)
Magic Time es el trigésimo primer álbum de estudio del músico norirlandés Van Morrison, publicado por la compañía discográfica Polydor Records en mayo de 2005. Debutó en el puesto veinticinco de la lista estadounidense Billboard 200 y alcanzó el puesto tres en la británica UK Albums Chart, el mejor registro comercial para un álbum de estudio de Morrison. A finales de 2005, Magic Time había vendido 252 000 copias en los Estados Unidos, según Nielsen SoundScan. La revista Rolling Stone lo situo en el puesto diecisiete de su lista de los 50 mejores discos de 2005.

## Grabación
El álbum abarca una variedad de estilos musicales que se trasladan desde la música celta hasta el R&B y el blues. La canción «Just Like Greta» fue originariamente grabada durante las sesiones de grabación de Down the Road, aunque finalmente fue eliminada y regrabada para Magic Time. El resto del álbum fue grabado en 2003.

## Canciones
El tema que da título al álbum, «Magic Time», trata sobre una búsqueda nostálgica en el pasado para capturar el momento mágico casi perdido en la memoria. «The Lion This Time» es una continuación treinta años después del tema «Listen to the Lion», publicado en el álbum de 1972 Saint Dominic's Preview. Al igual que su predecesor, presenta un ritmo infantil y un uso delicado de arreglos de cuerda. Thom Jurek, de Allmusic, la definió como «una de las mejores baladas que Morrison ha grabado en décadas». «Gypsy In My Soul» es también una reminiscencia de una canción de dicho periodo, «Gypsy», también publicada en Saint Dominic's Preview. «Just Like Greta» y «Stranded» presentan una temática similar acerca del olvido en un mundo desconocido en el que uno solo puede confiar en sí mismo. «Celtic New Year» también es interpretada como una reminiscencia de Irish Heartbeat, un álbum grabado con la banda irlandesa The Chieftains.

## Recepción
Tras su publicación, Magic Time obtuvo en general buenas reseñas de la prensa musical, con una media ponderada de 74 sobre 100 en la web Metacritic basada en nueve críticas. La revista Paste escribió sobre Magic Time: «Crees que vas a encontrar a una leyenda cansada, a un rey otrora poderoso y domado por las millas y los años. Y encuentras el eco de un rugido ahondando en el aire, la firma del cuentacuentos de una batalla sangrienta, y una jaula vacía. El león en invierno anda suelto». Por su parte, Music Box nombró a Magic Time el séptimo mejor álbum del año en mayo de 2005, mientras que Rolling Stone lo situó en el puesto diecisiete de la lista de los cincuenta mejores discos del año.

## Lista de canciones
Todas las canciones escritas y compuestas por Van Morrison excepto donde se anota. 
| N.º | Título                   | Escritor(es)                                 | Duración |  |
| 1.  | «Stranded»               |                                              | 3:34     |  |
| 2.  | «Celtic New Year»        |                                              | 6:10     |  |
| 3.  | «Keep Mediocrity At Bay» |                                              | 3:44     |  |
| 4.  | «Evening Train»          |                                              | 2:48     |  |
| 5.  | «This Love of Mine»      | Sol Parker, Henry W. Sanicola, Frank Sinatra | 2:42     |  |
| 6.  | «I'm Confessin'»         | Doc Daughtery, Al Neiburg, Ellis Reynolds    | 4:29     |  |
| 7.  | «Just Like Greta»        |                                              | 6:25     |  |
| 8.  | «Gypsy In My Soul»       |                                              | 4:04     |  |
| 9.  | «Lonely And Blue»        | Harry Brooks, Andy Razaf, Fats Waller        | 3:41     |  |
| 10. | «The Lion This Time»     |                                              | 4:56     |  |
| 11. | «Magic Time»             |                                              | 5:06     |  |
| 12. | «They Sold Me Out»       |                                              | 3:11     |  |
| 13. | «Carry On Regardless»    |                                              | 5:54     |  |

## Personal
- Van Morrison: guitarra acústica, armónica, saxofón alto y voz.
- Mick Green, Foggy Lyttle: guitarras
- Michael Fields: guitarra española y flauta.
- Martin Winning: saxofón tenor y barítono.
- Myles Drennan: piano y órgano Hammond.
- Brian Connor: piano y teclados.
- Dave Lewis: piano
- Jerome Rimson: bajo y coros.
- David Hayes: bajo
- Liam Bradley: batería y coros.
- Noel Bridgeman, Johnathan Mele, Bobby Irwin: batería
- Johnny Scott, Siobhan Pettit, Olwin Bell, Crawford Bell, Aine Whelan, Karen Hamill: coros
- Irish Film Orchestra: orquestación

## Posición en listas
| País              | Lista                    | Posición |
| ----------------- | ------------------------ | -------- |
| Alemania          | Media Control Charts     | 15       |
| Australia         | ARIA Albums Chart        | 12       |
| Austria           | Ö3 Austria Top 40        | 21       |
| Bélgica (Flandes) | Ultratop 200 Albums      | 28       |
| España            | Spanish Albums Chart     | 5        |
| Estados Unidos    | Billboard 200            | 25       |
| Italia            | Italian Albums Chart     | 10       |
| Noruega           | Norwegian Albums Chart   | 6        |
| Nueva Zelanda     | New Zealand Music Charts | 21       |
| Países Bajos      | Mega Albums Top 100      | 10       |
| Reino Unido       | UK Albums Chart          | 3        |
| Suecia            | Swedish Albums Chart     | 6        |

## Certificaciones
| Fecha               | País        | Organismo certificador | Certificación | Ventas certificadas |
| ------------------- | ----------- | ---------------------- | ------------- | ------------------- |
| 22 de julio de 2013 | Reino Unido | BPI                    | Oro           | 100 000             |